# Франсуа Жерар
Франсуа́ Жера́р, повне ім'я Франсуа Паска́ль Симо́н Жера́р, барон Жерар (фр. François Pascal Simon, Baron Gérard; 4 травня, 1770, Рим — 11 січня, 1837, Париж) — французький художник і графік доби класицизму і ампіру.

## Життєпис
Народився в Римі. Батько був французьким дипломатом в Римі, що одружився з італійкою. У віці 12 років сина вивезли до Парижа і влаштували до пансіону. Він обрав художню кар'єру і почав опановувати майстерність у скульптора Огюстена Пажу (1730—1809). Бажання слави і живопис спонукали до переходу у майстерню художника Ніколя-Гая Брене (1728—1792). Він покине і Брене́ заради стажування в майстерні уславленого на той час художника Жака-Луї Давіда (1748—1824).
1789 року брав участь у конкурсі на римську премію. Але власний твір виконав з допомогою свого приятеля Ан-Луї Жироде-Тріозона. Це було заборонено тодішніми правилами. Про допомогу дізнались і сумісний твір двох художників (а не одного) нагороду не отримав. 1790 року помер його батько і Франсуа Жерар вивіз матір-італійку у Рим.
Почали діяти революційні закони про французьких емігрантів, котрих революційний уряд декларував як зрадників. Франсуа Жерар, аби не бути покараним за законом про емігрантів, 1791 року повернувся у Париж. Впливовий на той час вчитель Жерара (Жак-Луї Давід) допоміг молодому митцю, що бідував, узяв його у власну майстерню. Є відомості, що Жерар допомагав художникові при створенні уславленого портрета Ле Пеллетьє де Сен-Фаржо, що було звичною практикою в майстерні Давіда, примушеного обставинами працювати в шаленому темпі.
Перебування в революційному Парижі і праця в майстерні революційно налаштованого художника не позначилися на свідомості Жерара, котрий не виробив власної політичної позиції. Влаштований Давідом у Революційний трибунал, Жерар перебував там формально, роблячи усе можливе, аби не брати на себе відповідальності. Франсуа Жерар і надалі легко переходитиме з одного політичного табору до іншого, ставлячи за мету власні прибутки і комфортне життя. Він починає працювати портретистом по замовам, але не полишає історичний живопис, котрий вважали тоді престижнішим за портретний. Його звернення до міфологічного жанру обумовлене змаганням із тим же Ан-Луї Жироде-Тріозоном у намаганні довести, що він не гірший.

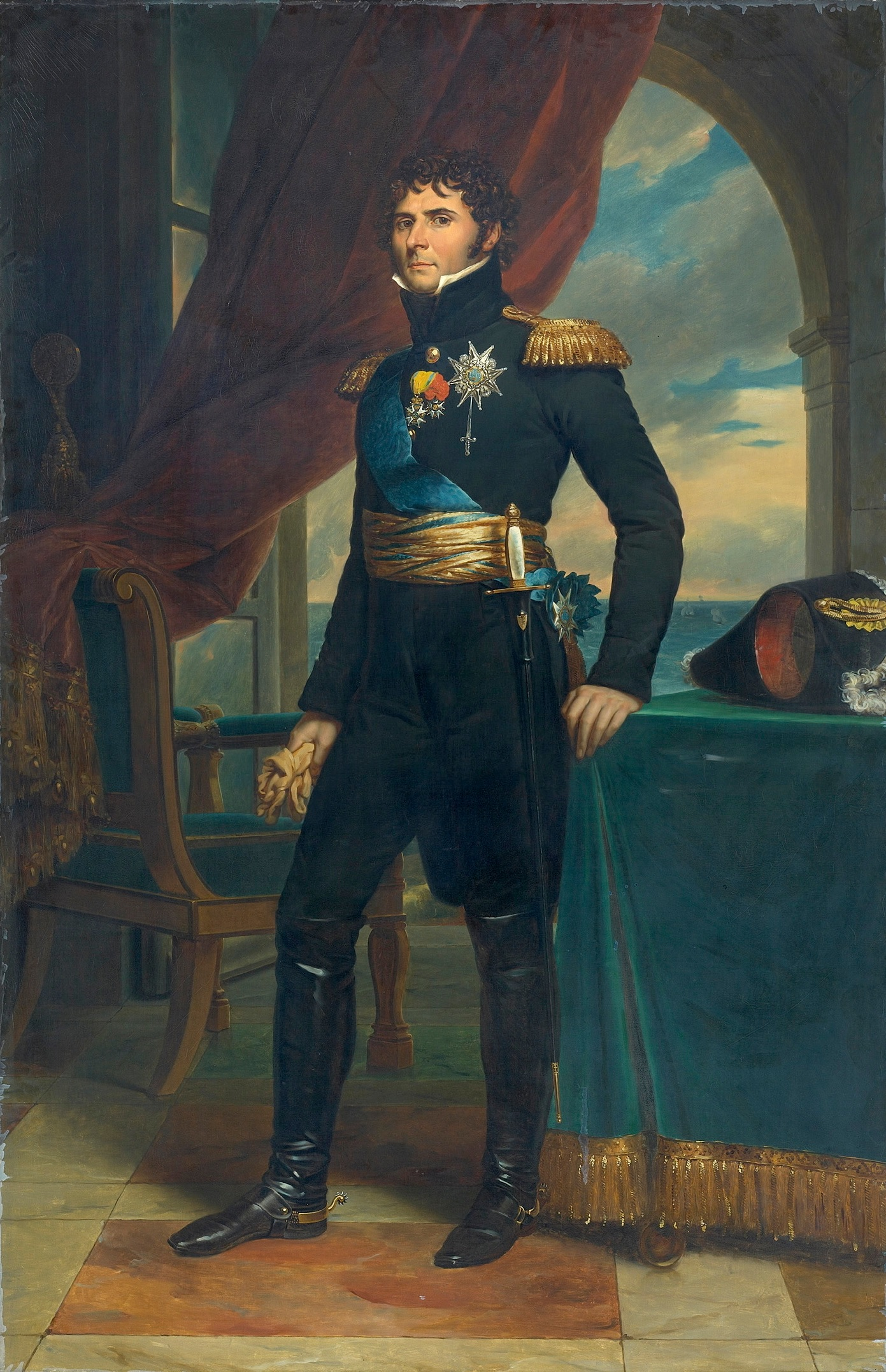
«Портрет Бернадота», як принца Швеції, 1811 р.

Водночас зросла його слава портретиста. В Парижі пройшов контрреволюційний переворот і владу в країні перехопили військові на чолі з генералом Наполеоном. Народилась нова наполеонівська еліта, котра волала слави як у стародавніх римлян, величі і пишного оточення. Складовою пишного побуту наполеонівської еліти та Наполеона став ампірний портрет, різновид парадного портрету дореформенного і дореволюційного періоду. Франсуа Жерар і став обслуговувати наполеонівську еліту та Наполеона, нарешті виборов матеріальний успіх і започаткував у власному помешканні модний салон. Серед вдалих портретів цього періоду — портрет мадам Мере́ (Летиція Бонапарт, мати Наполеона 1799 рік, котру він подав як молоду красуню)…
Серед відвідувачів його салону люди різних політичних уподобань як про- так і антинаполеонівські налаштовані (Талейран, Джордж Каннінг, мадам де Сталь тощо). Згодом салон художника відвідав навіть герцог Веллінгтон, переможець Наполеона Бонапрта, якому прислужився свого часу і Франсуа Жерар. Серед творів художника «Наполеон І у коронаційному вбранні», «Портрет Жозефіни Богарне, 1-ї дружини Наполеона Бонапарта», Ермітаж, портрети родичок Наполеона тощо. Франсуа Жерар слухняно перейшов на стилістику наполеонівського ампіру, започатковану самим Наполеоном.
Лише іноді сама модель давала підстави створити героїчний образ в портреті. Тоді Жерар переводив пафос, притаманний театральному класицизму — у пафос офіційного звеличення особи, що піднялась із соціальних низів до вищих соціальних щаблів («Портрет Бернадота», наполенівського генерала, що стане королем Швеції).
Розпад наполеонівської імперії і усунення його із європейської політики не позначились погано на матеріальному стані тоді вже барона Жерара. Він в черговий раз перейшов на обслуговування аристократів-реставраторів монархії і двору короля Франції Карла Х.
Але його авторитет збряк і був затьмарений художниками нового покоління. Він створює картини в стилістиці холодного або еротичного класицизму («Дафніс і Хлоя», «Амур і Психея», 1822 р.), що почав входити в смугу довгої системної кризи і перетворився згодом на помертвілий академізм.
11 січня 1837 року, після трьох діб невідомої гарячки, він помер у Парижі. Поховання відбулося на цвинтарі Монпарнас.

## Вибрані твори
- «Художник Ізабе з малою донькою»
- «Свята Тереза Авільська»
- «Констанция Любенська»
- «Марія Валевська»

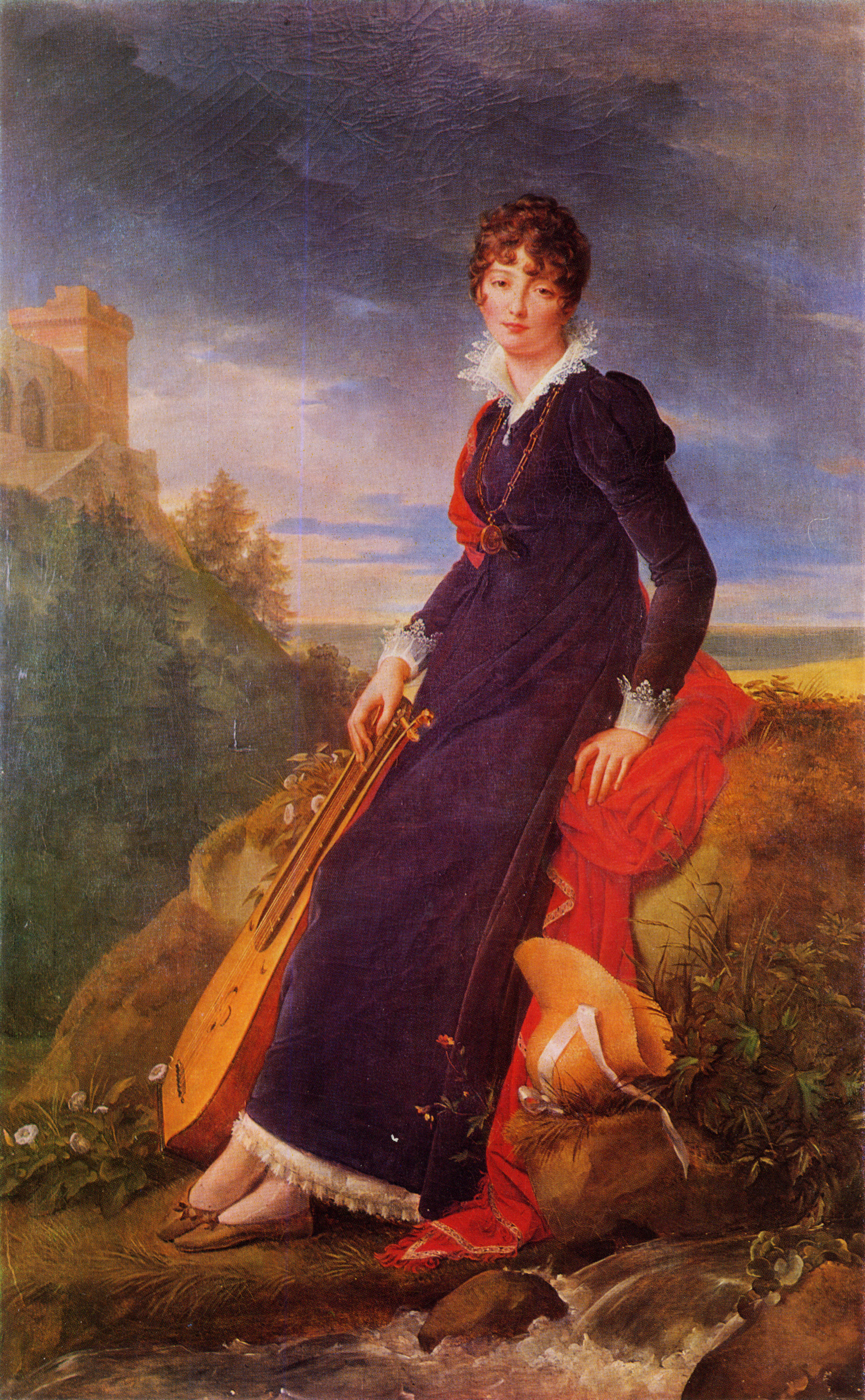
Франсуа Жерар, «Портрет Катерини Стаженської», Львівська національна галерея мистецтв

- «Наполеон І у коронаційному вбранні»
- «Портрет Жозефіни Богарне, 1-ї дружини Наполеона Бонапарта», Ермітаж[9]
- «Гортензія Богарне»
- «Каражина Стажинська», Львівська національна галерея мистецтв
- «Вікторія Потоцька»
- «Мадам Рекам'є в кріслі»
- «Амур і Психея»
- «Дафніс і Хлоя»
- «Корінна»
- «Амур точить вістря стріли»
- «Гілас і німфа»
- «Повенення Йосипа Прекрасного у родину»

## Галерея вибраних творів

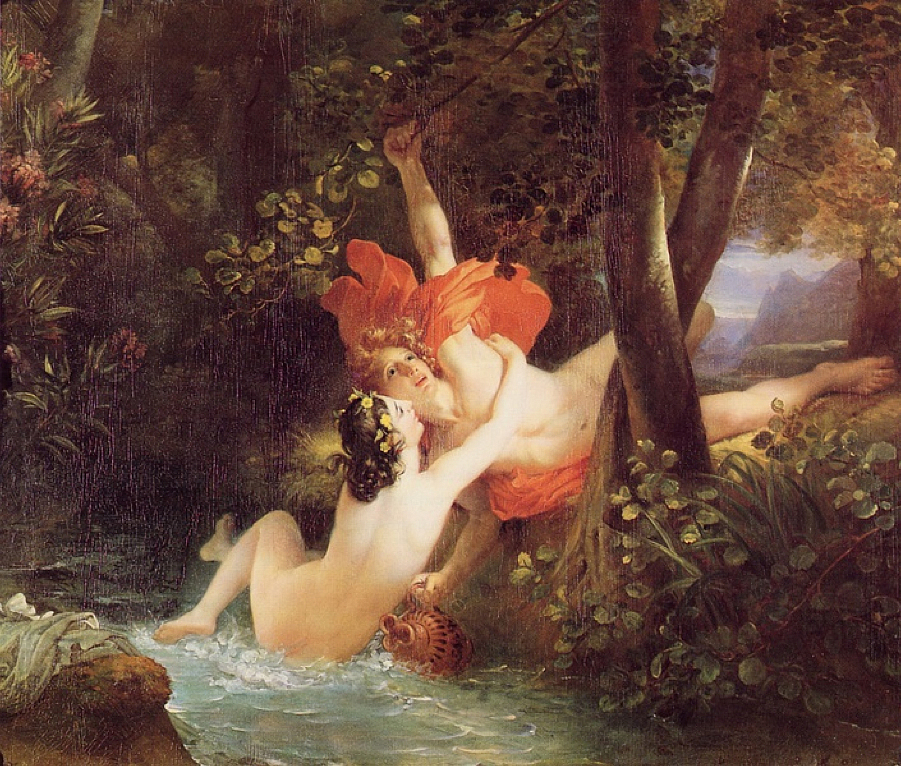
«Гілас і Нимфа»

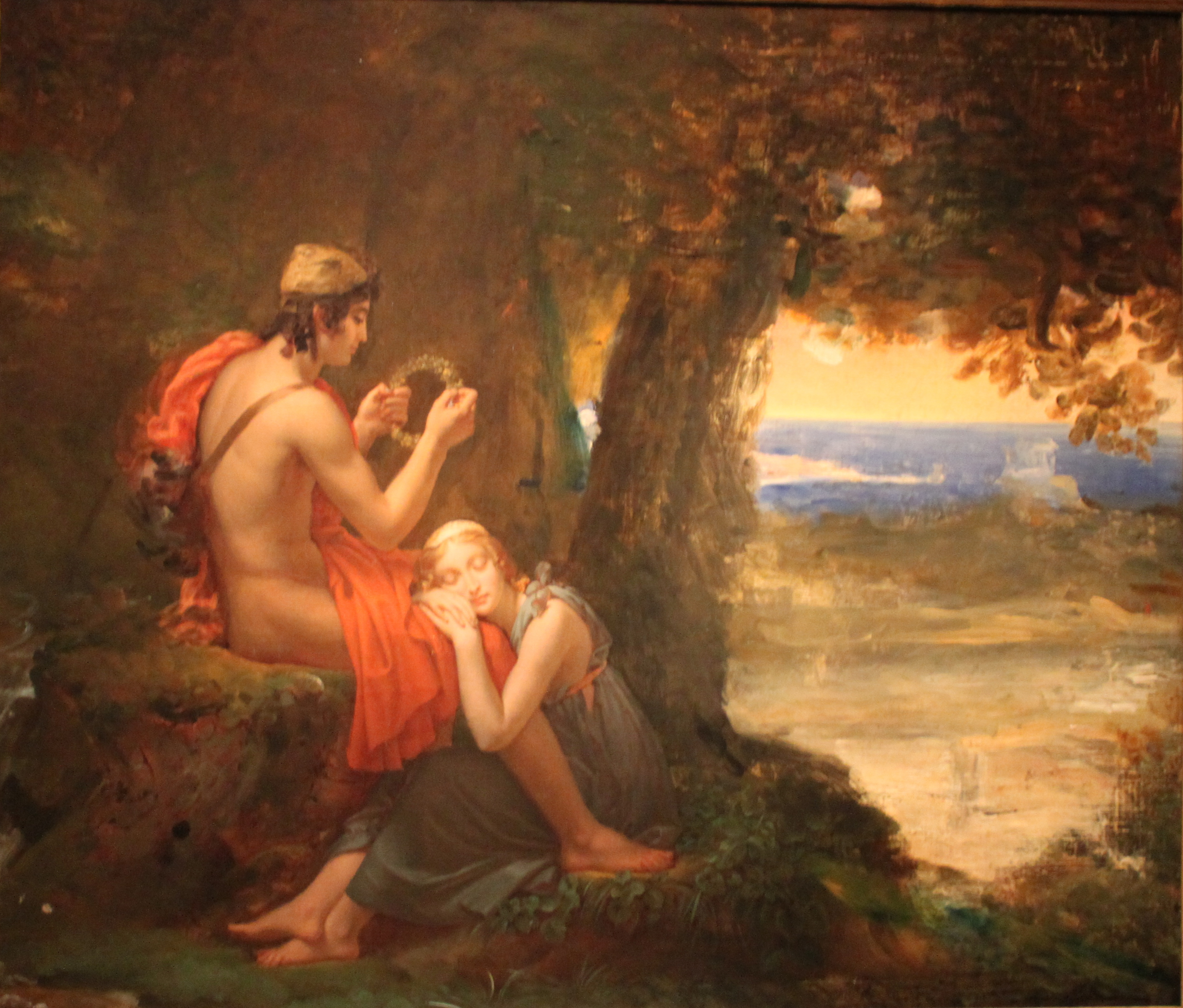
«Дафніс і Хлоя», 1824 рік.

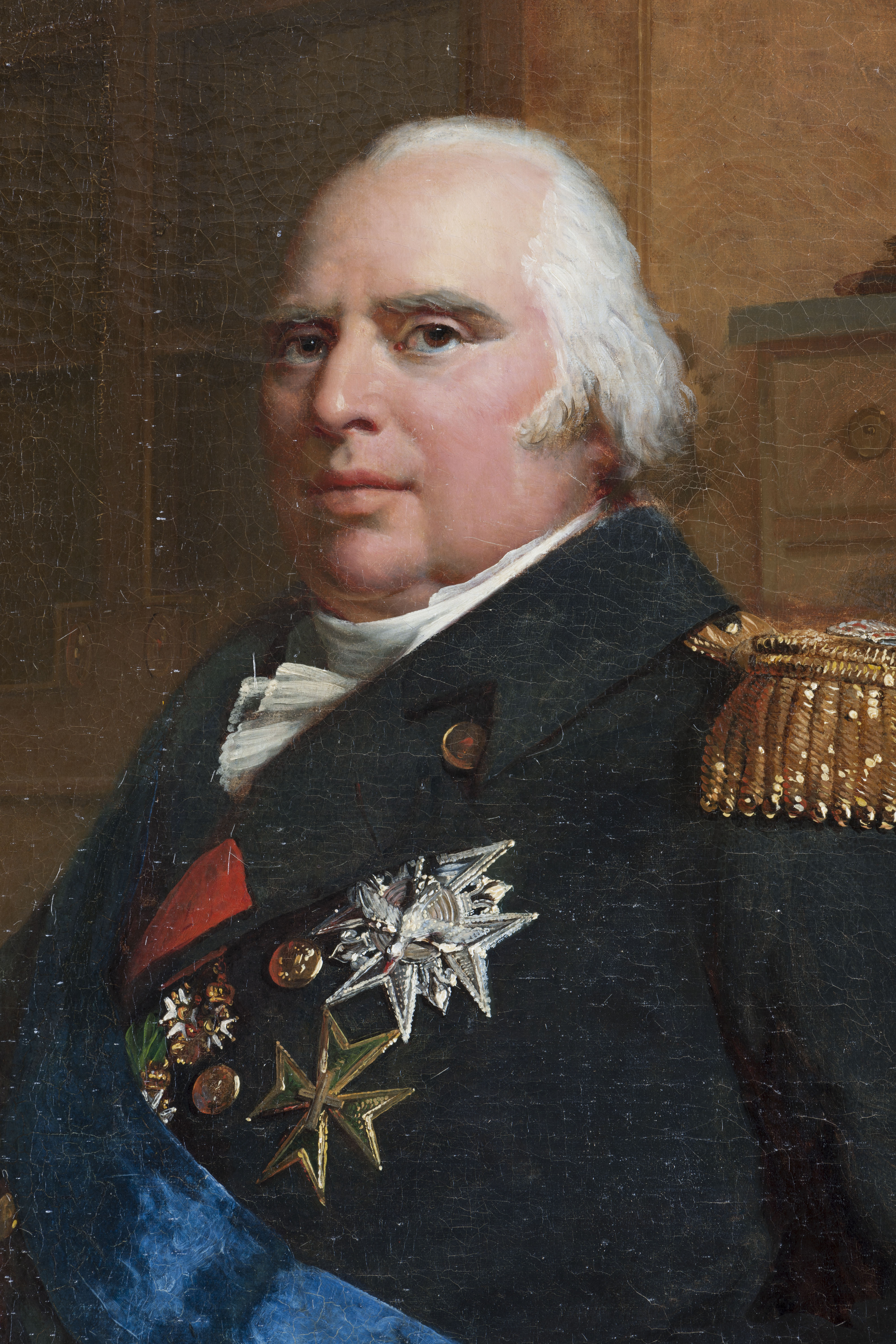
«Портрет Людовика XVIII», (1789).
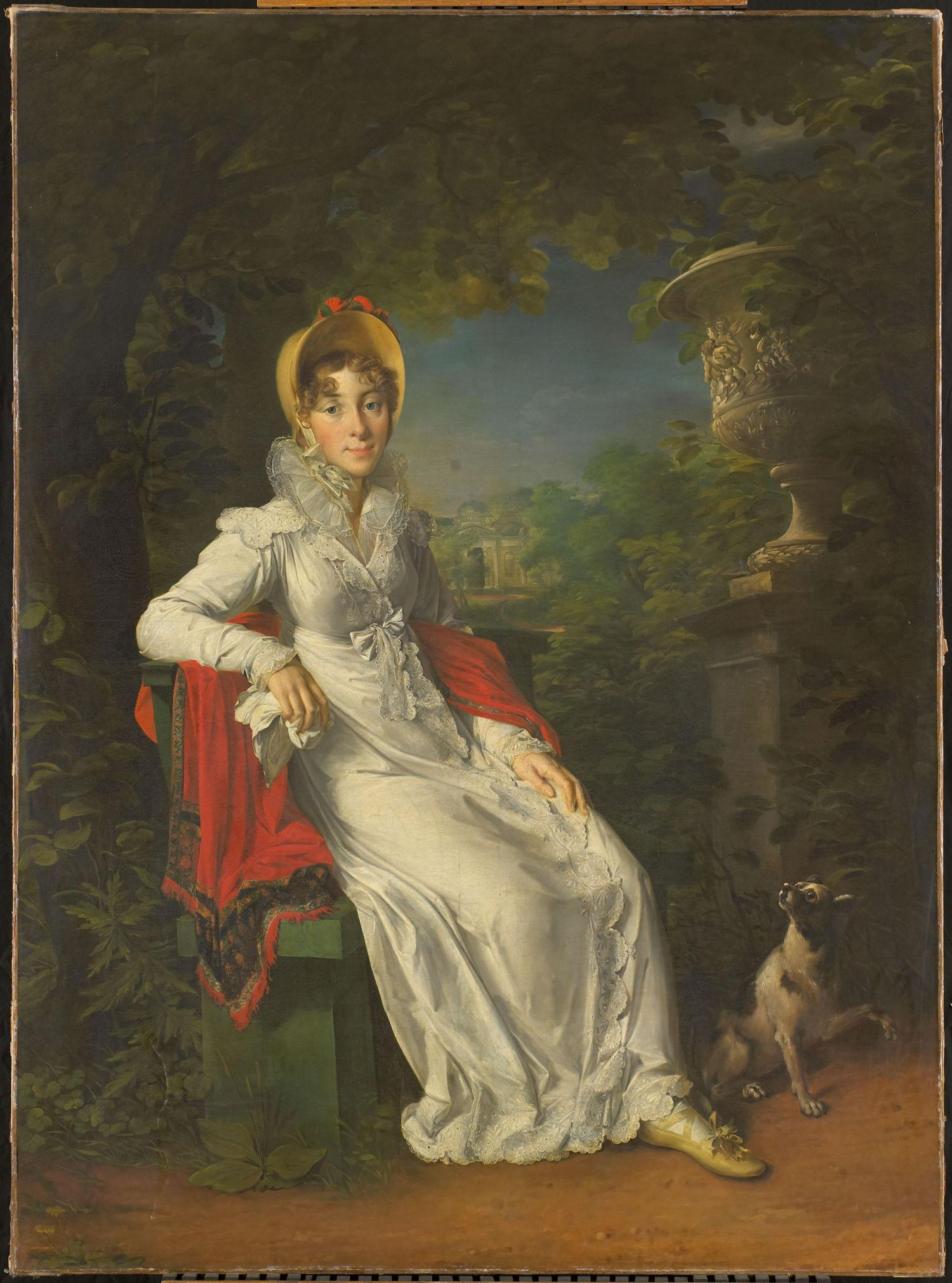
«Кароліна Неаполітанська в парку Багатель», Булонський ліс під Парижем, до 1836 року.
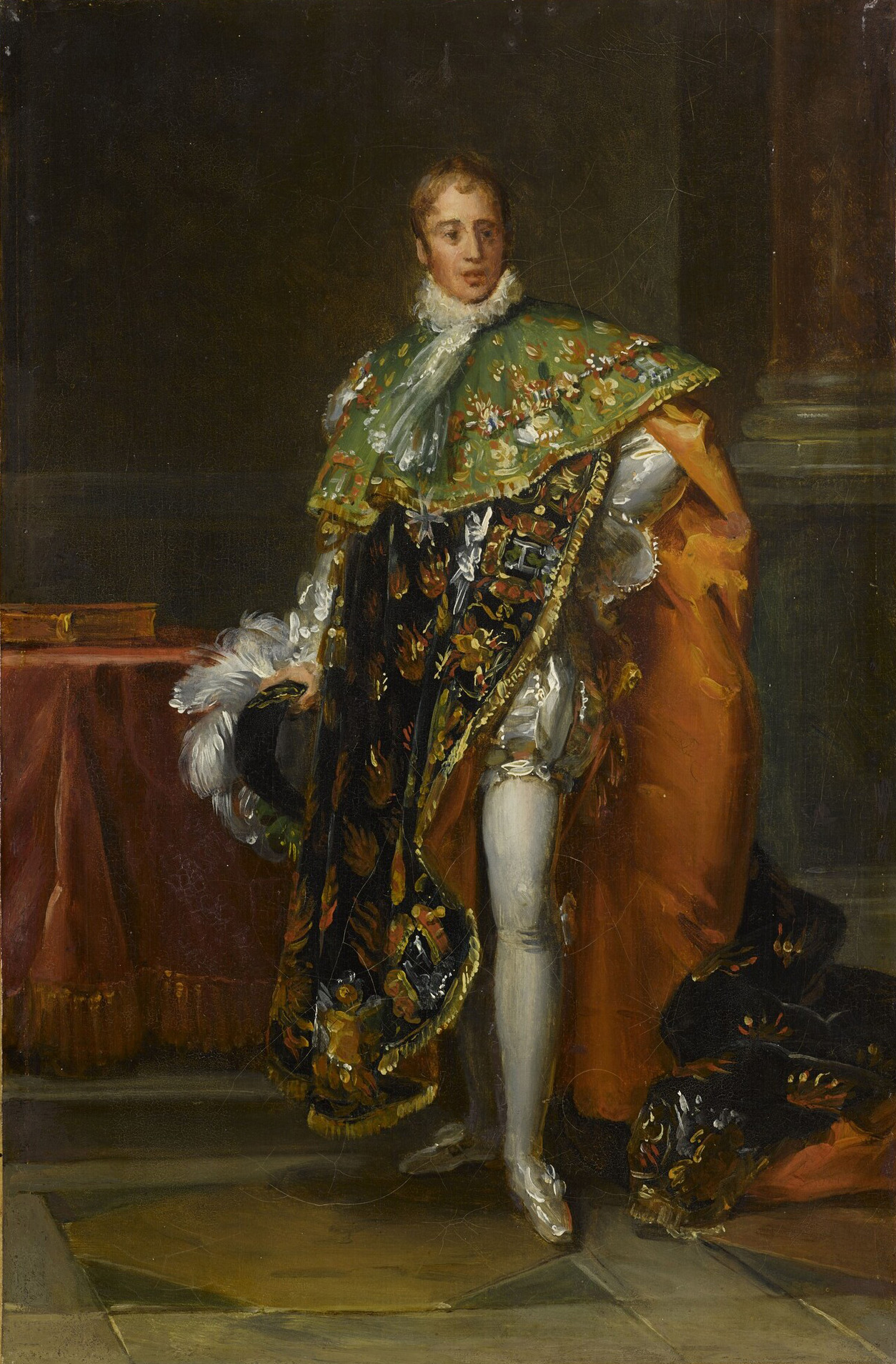
«Шарль Філіп Французький, граф Артуа».
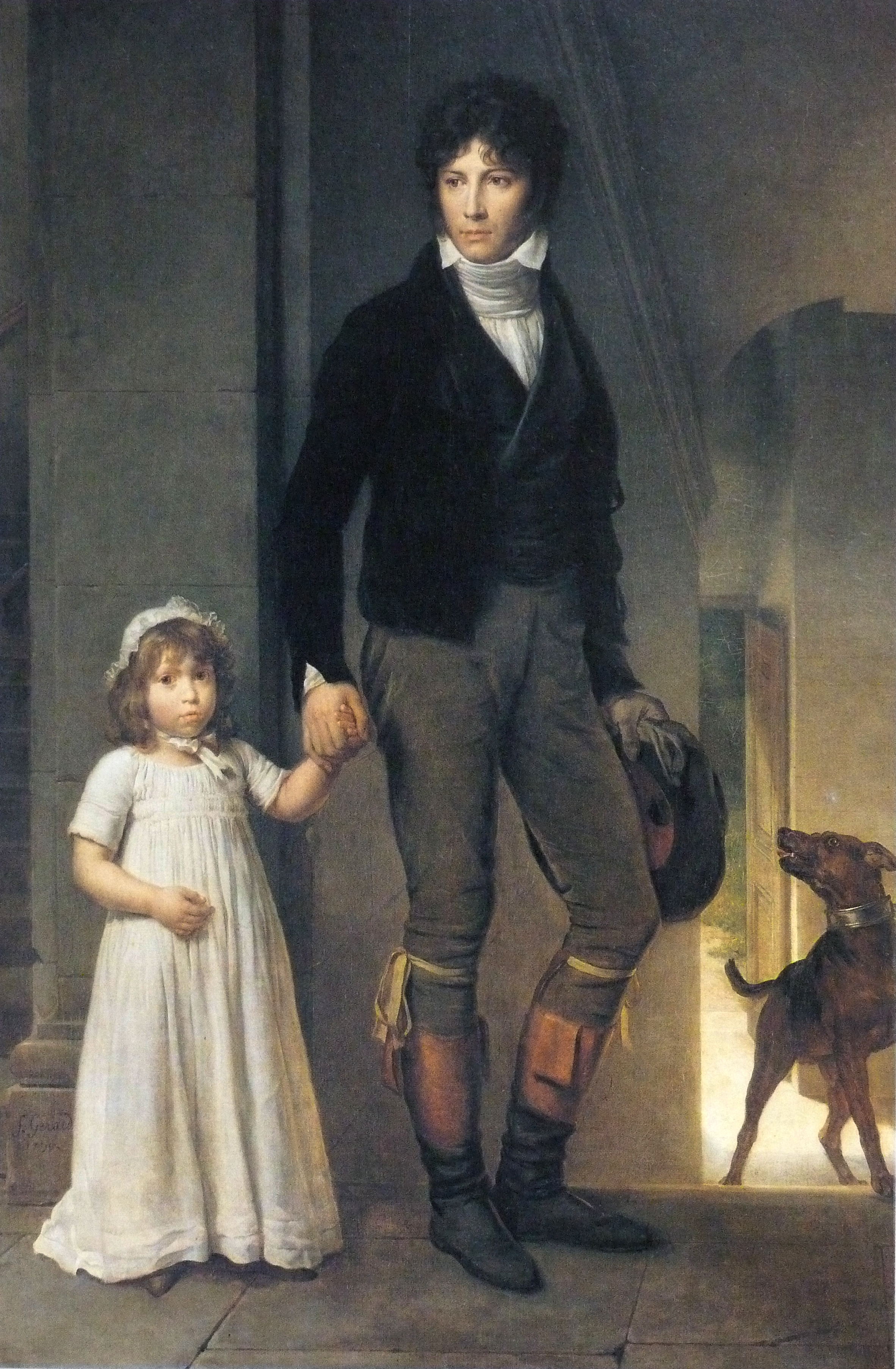
«Художник Ізабе з малою донькою», 1796 рік
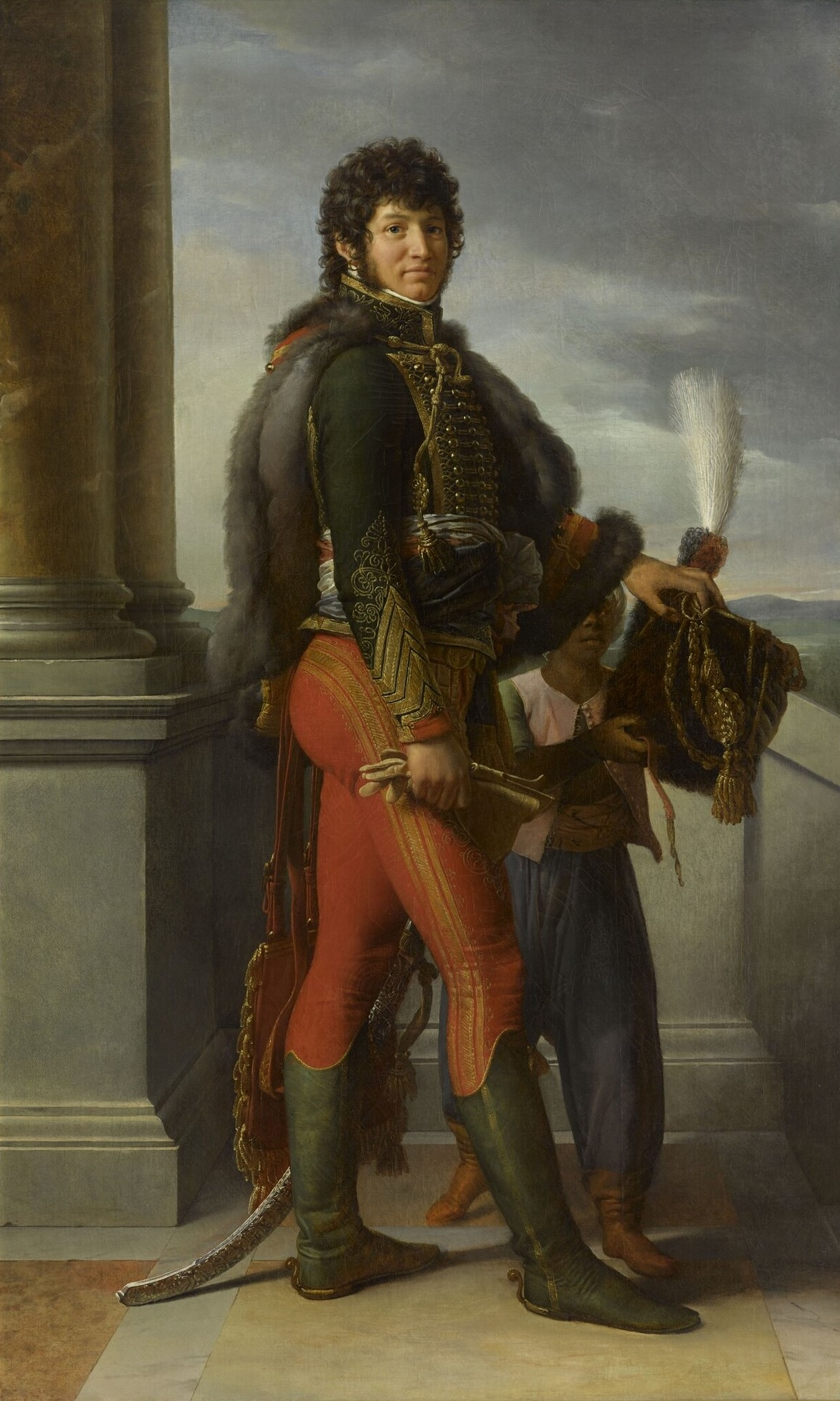
«Йоахим Мюрат», наполеонівський генерал, 1801 рік
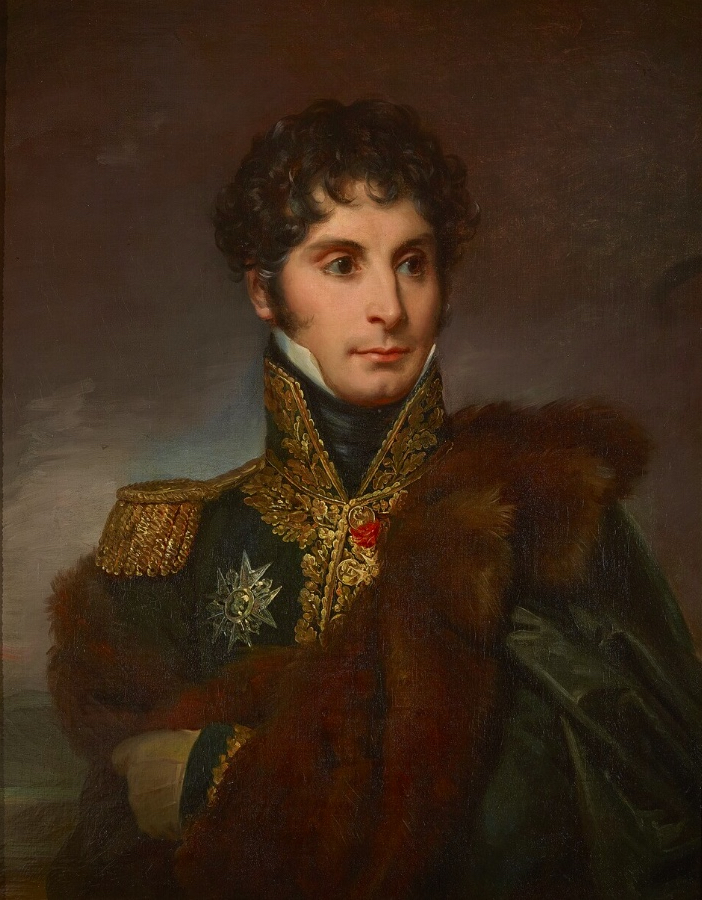
«Філіп Поль, граф Сегюр».
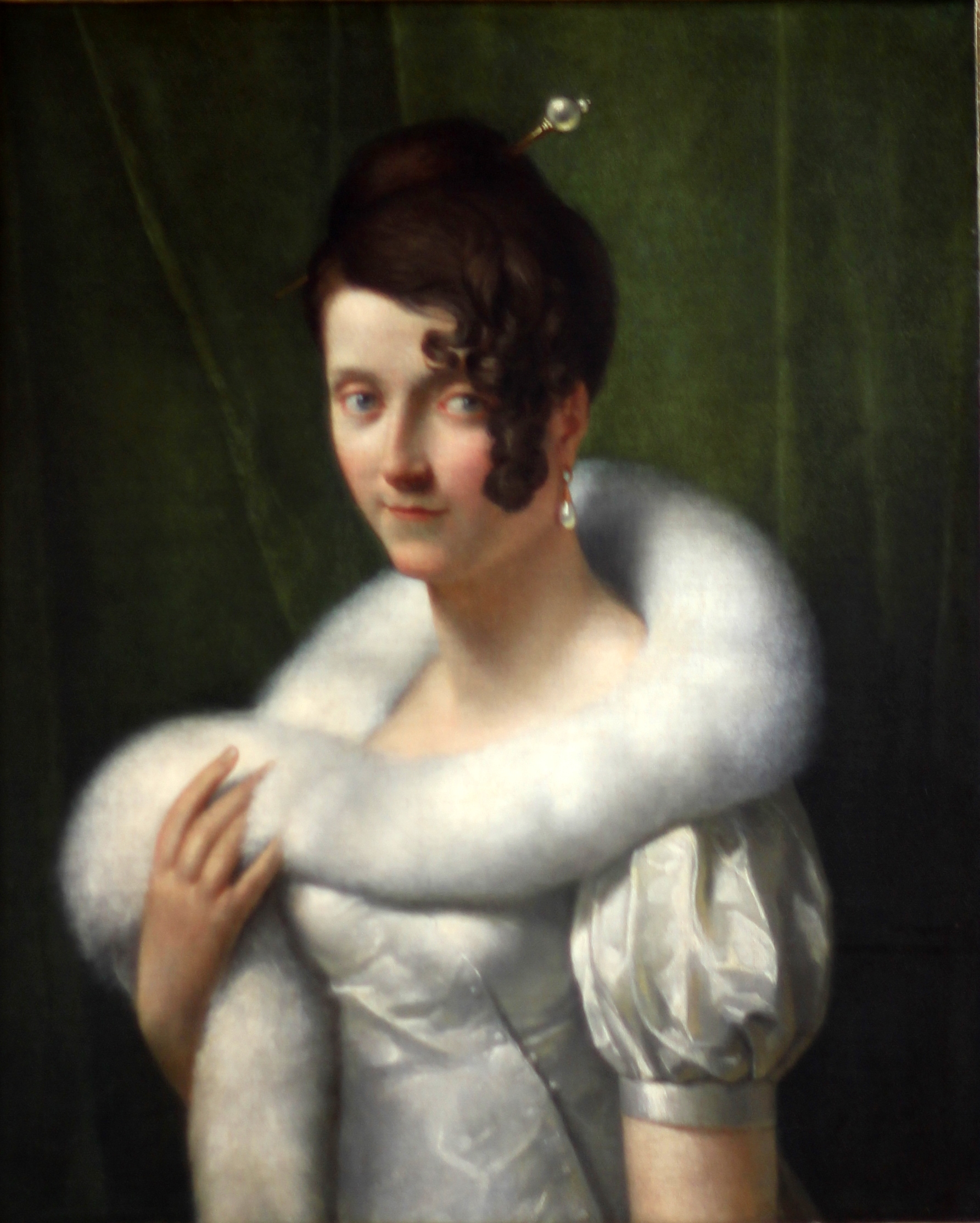
«Портрет невідомої доби ампіру», 1810 рік, Музей красних мистецтв Нансі.
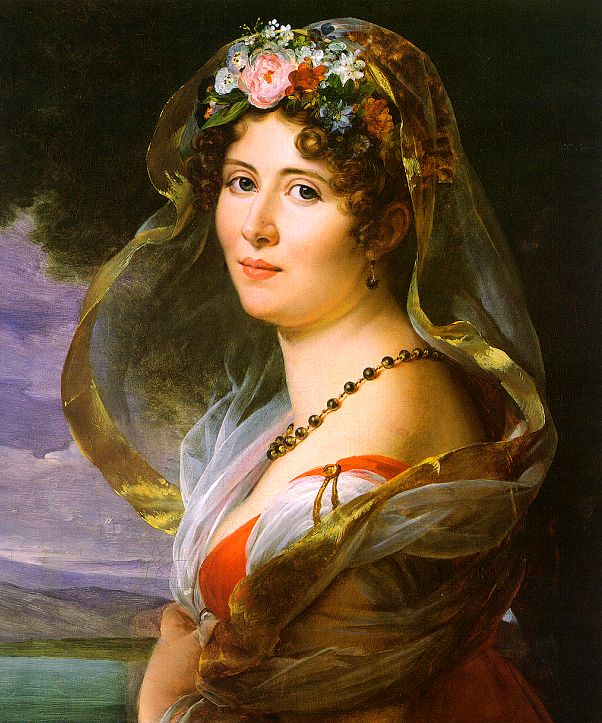
Констанція Любенська, 1814 рік
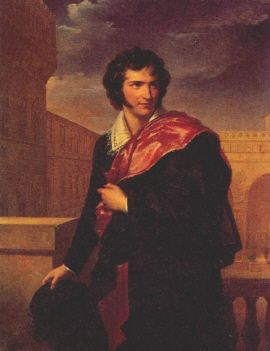
«Томмазо Сгріччі», 1824 рік
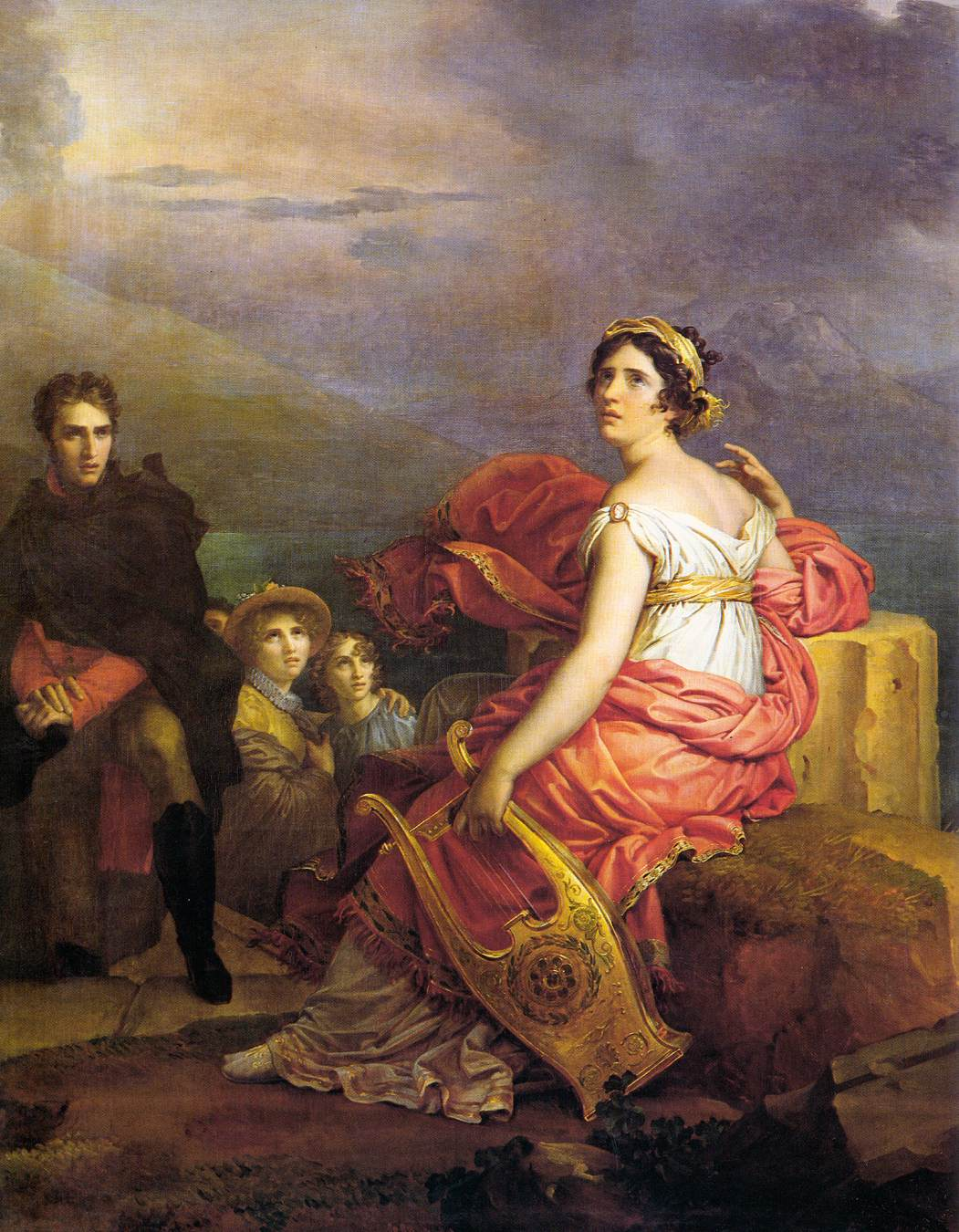
«Корінна»
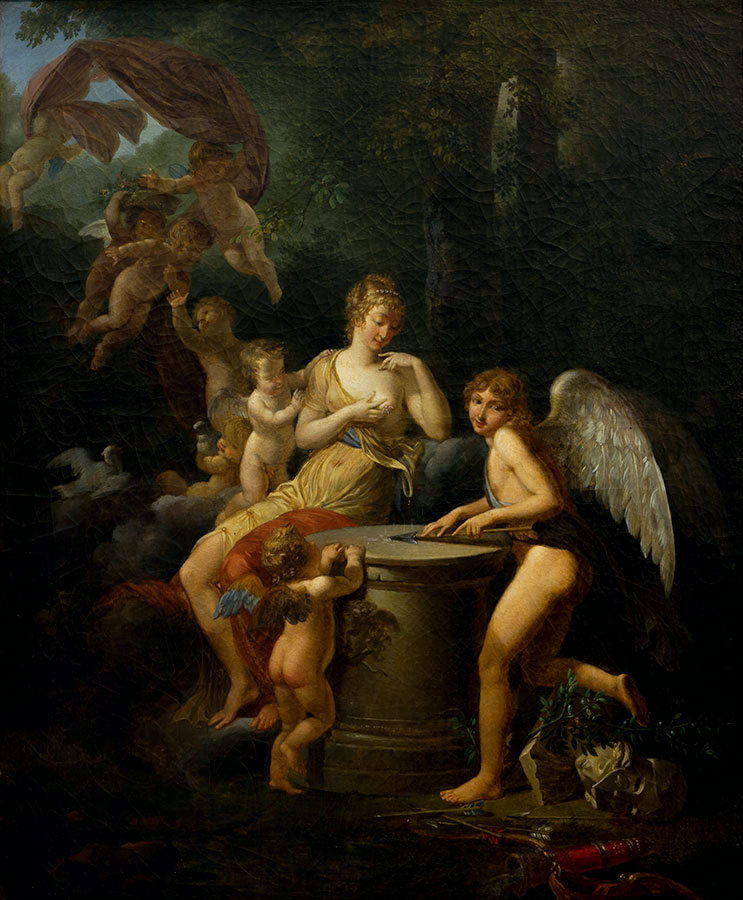
«Амур точить вістря стріли»
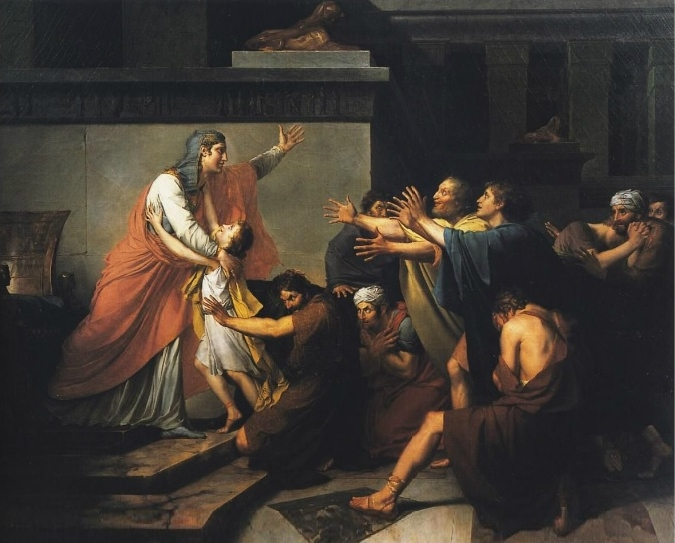
«Повернення Йосипа Прекрасного в родину»